# Falsterbobåten
Falsterbobåten eller Falsterbobåden er vraget af en båd fra middelalderen, der blev fundet på stranden syd for Falsterbo Kirke på Falsterbo-halvøen i Skåne i 1932.
Båden er 13,5 m lang, 4,5 m bred på midten og 2,7 m høj. Den blev kulstof 14-dateret til slutningen af 1100-tallet. Herefter brugte man dendrokonologi, der viste at træet var fældet omkring 1265. Der blev fundet mønter i lerlaget ved båden fra 1286 til 1316.
Båden er udstillet på Falsterbo museum. Falsterbobåten og bl.a. Foteviksskeppen fra vikingetiden har igangsat etableringen af Fotevikens Museum.